# Гетман великий коронный
Вели́кий ге́тман коро́нный (пол. Hetman wielki koronny) — министр Короны Королевства Польского, руководитель польского войска.
Его заместителем был гетман польный коронный. При вступлении в чин, в качестве символа своей должности, великий гетман коронный получал церемониальную гетманскую булаву и её изображение добавлялось в его родовой герб. Великие гетманы коронные назначались на должность пожизненно. Часто, в случае смерти великого гетмана коронного, его булаву временно получал Гетман польный коронный. 
Великие гетманы коронные в мирное время осуществляли общее административное руководство из столицы, принимали активное участие в политической борьбе, отстаивали интересы войска и готовили будущие походы. В военное время великий гетман коронный лично возглавлял войско в походе.

## Список великих гетманов коронных
1. Николай Каменецкий — 1503—1515
2. Николай Фирлей — 1515—1526
3. Ян Амор Тарновский 1527—1559
4. Николай Сенявский — 1561—1569
5. Ежи Язловецкий 1569—1575 (и. о.)
6. Николай Мелецкий 1578/79-1580
7. Ян Замойский 1581—1605,
8. Станислав Жолкевский 1618—1620
9. Станислав Конецпольский 1632—1646
10. Николай Потоцкий 1646—1651
11. Станислав «Ревера» Потоцкий 1654—1667
12. Ян Собеский 1668—1676
13. Дмитрий Ежи Вишневецкий 1676—1682
14. Станислав Ян Яблоновский 1683—1702
15. Феликс Казимир Потоцкий 1702
16. Иероним Августин Любомирский 1702—1706
17. Адам Николай Сенявский 1706—1726
18. Станислав Ржевуский 1726—1728
19. Юзеф Потоцкий 1735—1751
20. Ян Клеменс Браницкий 1752—1771
21. Вацлав Ржевуский 1773
22. Франциск Ксаверий Браницкий 1774—1793
23. Пётр Ожаровский 1793—1794

## Ссылка
- Список и гербы великих коронных гетманов (пол.) / архивная ссылка